# جایزه بزرگ آذربایجان ۲۰۲۱
جایزه بزرگ آذربایجان ۲۰۲۱ (رسماً به عنوان جایزه بزرگ آذربایجان فرمول یک ۲۰۲۱ شناخته می‌شود) یک مسابقه اتومبیل‌رانی فرمول یک است که در آخر هفته، ۴ تا ۶ ژوئن ۲۰۲۱ در پیست شهری باکو در شهر باکو، کشور جمهوری آذربایجان برگزار می‌شود. این مسابقه قرار است ششمین دور از مسابقات جهانی فرمول یک ۲۰۲۱ باشد. این چهارمین باری است که مسابقات جایزه بزرگ آذربایجان برگزار می‌شود و پنجمین بار است که پیست شهری باکو بخشی از مسابقات جهانی فرمول یک خواهد بود (مسابقه سال ۲۰۱۶ که به عنوان جایزه بزرگ اروپا برگزار شد در این پیست اجرا شد).

## تعیین خط
در مرحله اول زمان‌گیری لانس استرول راننده کانادایی تیم استون مارتین با دیوار خروجی پیچ ۱۵ تصادف کرد تا پرچم قرمز برافراشته شد و تنها شارل لکرک توانست زمان ثبت کند بعد از ان با شروع مجدد همه به پیست آمدند و اینبار آنتونیو جوویناتزی با همان دیوار تصادف کرد تا دوباره پرچم قرمز برافراشته شود. نیمی از خودروها هنوز زمان ثبت نکردند اما حرکت لاندو نوریس به خاطر عبور از پیت لین و وارد نشدن به آن زیر پرچم قرمز یادداشت شد که بعد از پایان زمان‌گیری داوران در مورد آن تصمیم بگیرند. درنهایت داوران سه رده برای او پنالتی گرفتند. با پایان مرحله اول نیکولاس لطیفی، میک شوماخر، نیکیتا مازپین، لانس استرول و آنتونیو جیووناتزی حذف شدند.
در مرحله دوم اینبار دنیل ریکیاردو با تصادف پرچم قرمز را نشان داد و به همراه سباستین وتل، استبان اوکون، کیمی رایکونن و جورج راسل حذف شدند.
در مرحله سوم شارل لکرک توانست سریعترین زمان را کسب کند.
| جایگاه              | راننده            | شماره | تیم                | زمان‌ها    | زمان‌ها   | زمان‌ها   |
| جایگاه              | راننده            | شماره | تیم                | Q1        | Q2       | Q3       |
| ------------------- | ----------------- | ----- | ------------------ | --------- | -------- | -------- |
| ۱                   | شارل لکلرک        | ۱۶    | فراری              | ۱:۴۲٫۲۴۱  | ۱:۴۱٫۶۵۹ | ۱:۴۱٫۲۱۸ |
| ۲                   | لوییس همیلتون     | ۴۴    | مرسدس              | ۱:۴۱٫۵۴۵  | ۱:۴۱٫۶۳۴ | ۱:۴۱٫۴۵۰ |
| ۳                   | مکس ورستاپن       | ۳۳    | ردبول ریسینگ-هوندا | ۱:۴۱٫۷۶۰  | ۱:۴۱٫۶۲۵ | ۱:۴۱٫۵۶۳ |
| ۴                   | پیر گسلی          | ۱۰    | آلفاتاوری-هوندا    | ۱:۴۲٫۲۸۸  | ۱:۴۱٫۹۳۲ | ۱:۴۱٫۵۶۵ |
| ۵                   | کارلوس ساینز      | ۵۵    | فراری              | ۱:۴۲٫۱۲۱  | ۱:۴۱٫۷۴۰ | ۱:۴۱٫۵۷۶ |
| ۶                   | لاندو نوریس       | ۴     | مک‌لارن-مرسدس       | ۱:۴۲٫۱۶۷  | ۱:۴۱٫۸۱۳ | ۱:۴۱٫۷۴۷ |
| ۷                   | سرجیو پرز         | ۱۱    | ردبول ریسینگ-هوندا | ۱:۴۱٫۹۶۸  | ۱:۴۱٫۶۳۰ | ۱:۴۱٫۹۱۷ |
| ۸                   | یوکی سونودا       | ۲۲    | آلفاتاوری-هوندا    | ۱:۴۲٫۵۲۱  | ۱:۴۱٫۶۵۴ | ۱:۴۲٫۲۱۱ |
| ۹                   | فرناندو آلونسو    | ۱۴    | آلپاین-رنو         | ۱:۴۲٫۹۳۴  | ۱:۴۲٫۱۹۵ | ۱:۴۲٫۳۲۷ |
| ۱۰                  | والتری بوتاس      | ۷۷    | مرسدس              | ۱:۴۲٫۷۰۱  | ۱:۴۲٫۱۰۶ | ۱:۴۲٫۶۵۹ |
| ۱۱                  | سباستین فتل       | ۵     | استون مارتین-مرسدس | ۱:۴۲٫۴۶۰  | ۱:۴۲٫۲۲۴ | —        |
| ۱۲                  | استابان اوکون     | ۳۱    | آلپاین-رنو         | ۱:۴۲٫۴۲۶  | ۱:۴۲٫۲۷۳ | —        |
| ۱۳                  | دنیل ریکیاردو     | ۳     | مک‌لارن-مرسدس       | ۱:۴۲٫۳۰۴  | ۱:۴۲٫۵۵۸ | —        |
| ۱۴                  | کیمی رایکونن      | ۷     | آلفارومئو-فراری    | ۱:۴۲٫۹۲۳  | ۱:۴۲٫۵۸۷ | —        |
| ۱۵                  | جورج راسل         | ۶۳    | ویلیامز-مرسدس      | ۱:۴۲٫۷۲۸  | ۱:۴۲٫۷۵۸ | —        |
| ۱۶                  | نیکلاس لطیفی      | ۶     | ویلیامز-مرسدس      | ۱:۴۳٫۱۲۸  | —        | —        |
| ۱۷                  | میک شوماخر        | ۴۷    | هاس-فراری          | ۱:۴۴٫۱۵۸  | —        | —        |
| ۱۸                  | نیکیتا مازپین     | ۹     | هاس-فراری          | ۱:۴۴٫۲۳۸  | —        | —        |
| زمان ۱۰۷٪: ۱:۴۸٫۶۵۳ |                   |       |                    |           |          |          |
| -                   | لانس استرول       | ۱۸    | استون مارتین-مرسدس | بدون زمان | —        | —        |
| -                   | آنتونیو جوویناتزی | ۹۹    | آلفارومئو-فراری    | بدون زمان | —        | —        |
| منابع:              |                   |       |                    |           |          |          |

## مسابقه

### گزارش
مسابقه در پیست خیابانی باکو شروع شد و اکثر رانندگان با لاستیک های نرم مسابقه را اغاز کردند. در دور دوم، لوییس همیلتون توانست رهبری مسابقه را به دست بگیرد اما در زمان تعویض لاستیک بخاطر ورود پیر گسلی و خروج ایمن، زمان بیشتری را از دست داد تا هر دو خودرو ردبول از وی عبور کنند. شارل لکرک که توانسته بود دیروز سریعترین زمان را ثبت کند یکی یکی رتبه از دست می دهد. لاستیک عقب لانس استرول می‌ترکد و از مسابقه خارج می شود. ماشین ایمنی برای دور هایی سرعت ماشین ها را محدود کرد.با شروع مجدد تغییری در رده های ابتدایی رخ نمی‌دهد.
در اخرین دور های مسابقه لاستیک رهبر مسابقه یعنی مکس ورستاپن می ترکد. کریستین هورنر رئیس تیم ردبول اعلام می کند به نظر مشکل لاستیک مکس با استون مارتین یکی بوده است. پرچم قرمز بر افراشته می شود و فیا اعلام می کند که در ساعت ۱۸:۱۰ به وقت محلی مسابقه از سر گرفته خواهد شد.
شروع مجدد به صورت ایستاده بود. لوییس همیلتون در استارت از پرز رد شد اما به پیچ نرسید.در پایان این دو دور کلی رده جابجا شد. اما در نهایت سرجیو پرز توانست نخستین برد خود با ردبول و دومین برد خود را به دست آورد. سباستین وتل که با این سکو تعداد سکوهایش به عدد ۱۲۲ می رسد، نخستین سکو تاریخ استون مارتین را رقم زد. پیر گسلی هم دومین سکو الفاتائوری و سومین سکو خود را به دست اورد.

### جدول مسابقه
| جایگاه                                                             | شماره | راننده            | سازنده             | دور | زمان        | امتیاز |
| ------------------------------------------------------------------ | ----- | ----------------- | ------------------ | --- | ----------- | ------ |
| ۱                                                                  | ۱۱    | سرجیو پرز         | ردبول ریسینگ-هوندا | ۵۱  | ۲:۱۳:۳۶٫۴۱۰ | ۲۵     |
| ۲                                                                  | ۵     | سباستین فتل       | استون مارتین-مرسدس | ۵۱  | ۱٫۳۸۵+      | ۱۸     |
| ۳                                                                  | ۱۰    | پیر گسلی          | آلفاتاوری-هوندا    | ۵۱  | ۲٫۷۶۲+      | ۱۵     |
| ۴                                                                  | ۱۶    | شارل لکلرک        | فراری              | ۵۱  | ۳٫۸۲۸+      | ۱۲     |
| ۵                                                                  | ۴     | لاندو نوریس       | مک‌لارن-مرسدس       | ۵۱  | ۴٫۷۵۴+      | ۱۰     |
| ۶                                                                  | ۱۴    | فرناندو آلونسو    | آلپاین-رنو         | ۵۱  | ۶٫۳۸۲+      | ۸      |
| ۷                                                                  | ۲۲    | یوکی سونودا       | آلفاتاوری-هوندا    | ۵۱  | ۶٫۶۲۴+      | ۶      |
| ۸                                                                  | ۵۵    | کارلوس ساینز      | فراری              | ۵۱  | ۷٫۷۰۹+      | ۴      |
| ۹                                                                  | ۳     | دنیل ریکیاردو     | مک‌لارن-مرسدس       | ۵۱  | ۸٫۸۷۴+      | ۲      |
| ۱۰                                                                 | ۷     | کیمی رایکونن      | آلفارومئو-فراری    | ۵۱  | ۹٫۵۷۶+      | ۱      |
| ۱۱                                                                 | ۹۹    | آنتونیو جوویناتزی | آلفارومئو-فراری    | ۵۱  | ۱۰٫۲۵۴+     |        |
| ۱۲                                                                 | ۷۷    | والتری بوتاس      | مرسدس              | ۵۱  | ۱۱٫۲۶۴+     |        |
| ۱۳                                                                 | ۴۷    | میک شوماخر        | هاس-فراری          | ۵۱  | ۱۴٫۲۴۱+     |        |
| ۱۴                                                                 | ۹     | نیکیتا مازپین     | هاس-فراری          | ۵۱  | ۱۴٫۳۱۵+     |        |
| ۱۵                                                                 | ۴۴    | لوییس همیلتون     | مرسدس              | ۵۱  | ۱۷٫۶۶۸+     |        |
| ۱۶                                                                 | ۶     | نیکلاس لطیفی      | ویلیامز-مرسدس      | ۵۱  | ۴۲٫۳۷۹+۱    |        |
| ۱۷۲                                                                | ۶۳    | جورج راسل         | ویلیامز-مرسدس      | ۴۸  | جعبه دنده   |        |
| ۱۸۲                                                                | ۳۳    | مکس ورستاپن       | ردبول ریسینگ-هوندا | ۴۵  | تصادف       |        |
| ب.                                                                 | ۱۸    | لانس استرول       | استون مارتین-مرسدس | ۳۱  | تصادف       |        |
| ب.                                                                 | ۳۱    | استابان اوکون     | آلپاین-رنو         | ۳   | توربوشارژر  |        |
| سریع‌ترین دور: مکس ورستاپن (ردبول ریسینگ-هوندا) - ۱:۴۱٫۲۱۸ (دور ۴۴) |       |                   |                    |     |             |        |

یاداشت
- ^  - نیکلاس لطیفی ۱۰ ثانیه پنالتی توقف-و-حرکت دریافت کرد که به دلیل عدم ورود به پیت‌لین طبق دستور ناظران در دور ماشین ایمنی، تبدیل به پنالتی ۳۰ ثانیه‌ای شد.
- ^  – جورج راسل و مکس ورستاپن به دلیل طی کردن ۹۰٪ مسافت مسابقه در رده‌بندی قرار گرفتند.[۳]

## رده‌بندی قهرمانی پس از مسابقه
جدول رده‌بندی قهرمانی رانندگان
| ت. ج | جایگاه | راننده        | امتیازات |
| ---- | ------ | ------------- | -------- |
|      | ۱      | مکس ورستاپن   | ۱۰۵      |
|      | ۲      | لوئیس همیلتون | ۱۰۱      |
| ۲    | ۳      | سرجیو پرز     | ۶۹       |
| ۱    | ۴      | لاندو نوریس   | ۶۶       |
| ۱    | ۵      | شارل لکلرک    | ۵۲       |

جدول رده‌بندی قهرمانی سازندگان
| ت. ج | جایگاه | راننده             | امتیازات |
| ---- | ------ | ------------------ | -------- |
|      | ۱      | ردبول ریسینگ-هوندا | ۱۷۴      |
|      | ۲      | مرسدس              | ۱۴۸      |
| ۱    | ۳      | فراری              | ۹۴       |
| ۱    | ۴      | مک‌لارن-مرسدس       | ۹۲       |
| ۱    | ۶      | آلفاتاوری-هوندا    | ۳۹       |